# Herbert Erhardt
Herbert Erhardt (Fürth, 1930. július 6. – Fürth, 2010. július 3.) nyugatnémet válogatott
világbajnok német labdarúgó, hátvéd. 1959 és 1962 között a nyugatnémet
válogatott csapatkapitánya volt.

## Pályafutása

### Klubcsapatban
1948 és 1962 között az SpVgg Fürth játékosa volt. Ezt követően a Bayern
München csapatában szerepelt 1964-ig, amikor visszavonult az aktív labdarúgástól.

### A válogatottban
1953 és 1962 között 50 alkalommal szerepelt a nyugatnémet
válogatottban és egy gólt szerzett. Tagja volt az 1954-es
világbajnok csapatnak. Részt vett az 1958-as és az [[1962-es
labdarúgó-világbajnokság|1962-es világbajnokságon]] is. 1959 és 1962
között 16 alkalommal a nyugatnémet válogatott csapatkapitánya volt.

## Sikerei, díjai
NSZK
- Világbajnokság
  - világbajnok: 1954, Svájc
  - 4.: 1958, Svédország